# 法政大学文化連盟

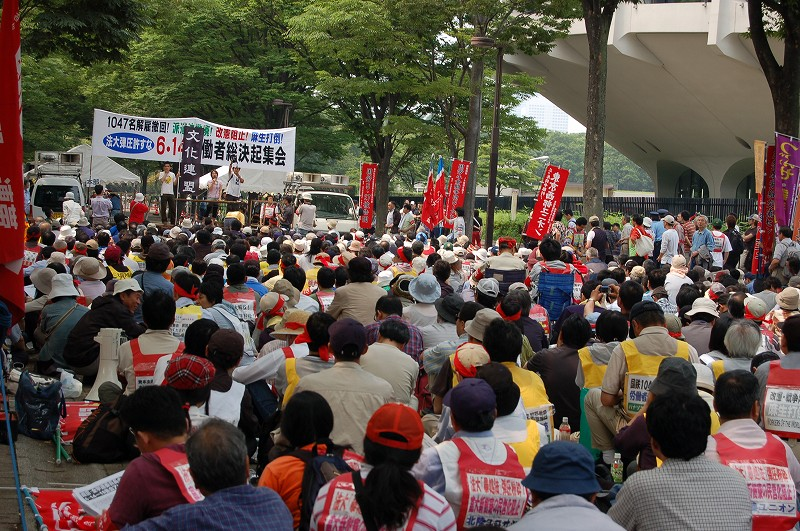
中核派の集会で演説を行う活動家
（2009年6月14日 代々木公園にて）

法政大学文化連盟（ほうせいだいがくぶんかれんめい）はかつて存在していた以下の団体。
1. 法政大学学友会の本部団体の1つであるサークル連盟。1959年創設。2008年には、学友会の本部団体としての文化連盟は存在しなくなる[1]。
2. 法政大学を拠点に活動する政治団体。学友会組織再編により非公認団体となり、多くのサークルが組織を離反した後の姿[2]。現在は活動していない。

本項では、上記の2と、2が一体性を主張する上記の1について記載する。なお、法政大学は、2の団体について「学友会本部団体の1つであった文化連盟とは全く別の集団」と表明している。
現在の法政大学文化連盟は、新左翼学生運動団体である。当初は、ノンセクトの団体であったが、2011年ごろより中核派の傘下になり2〜3名の法政大学学生と学外の中核派全学連構成員で組織されていた。中核派全学連の一派である。「社会科学研究会」「哲学研究会」など、2008年の解散騒動の際に残った文化連盟傘下を自称する非公認サークル団体名を乗る事もある。その後、参加していた法政大学学生は退学処分などでいなくなり、現在は活動はしていない。

## 概要
法政大学文化連盟は1959年にサークル連合として設立された。1968年に「法政大学学生会館設立要求書」を作成・提出した団体のひとつである。ノンセクト系が第一文化連盟（一文連）・第二文化連盟（二文連）執行部を握り、法政大学全共闘として活発な活動を行ってきた。1980年代にはセクト党派と距離をおきつつ、サークル闘争委員会などとして、他の学友会団体とともに町田移転反対闘争、学費値上げ阻止闘争などを担った。

### 内ゲバ事件を契機としたロックアウトの実施
1970年、中核派による革マル派活動家殺害事件が起きた際、被害者をリンチし殺害した場所が法政大学構内であったため、法政大学当局は学内の管理責任を問われることとなった。その後、文部省からの通達もあり、法政大学当局は、殺害現場となったサークルボックスのある六角校舎を解体するとともに、夜間休日の学生立ち入り禁止など「三条件六項目」によるロックアウト体制を実行、本校地区全体を取り囲む鉄柵を設置した（1992年3月撤去）。

### 学館（学生会館）闘争
黒ヘルノンセクト系の法大全共闘は、サークルボックスを含む学生会館建設にあたり「三条件六項目体制解体・学館自主管理」を掲げ、一文連のサークル共闘会議など、法政大学全共闘の主力を担っていった。
また、当時62年館（市ヶ谷地区、現：市ヶ谷田町校舎）を拠点にしていた日本共産党系が運営していた大学生協について、学生会館学生連盟の総会が学生会館（学館）からの排除を決めた。その後、1973年6月19日夕刻から、九段会館で開催された不破哲三の集会に集まった民青部隊と本校58年館835教室に潜入していた民青部隊が、ノンセクト系の法大全共闘と激突し、市ケ谷キャンパス正門と55・58年館前などで、竹ヤリ、投石によるゲバルト戦が繰り広げられた。その後、法政大学の市ケ谷キャンパスはロックアウトされ、飯田橋・市ヶ谷一帯は出動した警視庁麹町署・機動隊によって厳戒下に置かれた。その後、法大全共闘によって、一文連サ共闘など多くのサークル員が参加した数次の泊まり込みによる「夜間ロックアウト粉砕・三条件六項目解体闘争」が行われてきた。1973年11月14日、自治会・サークル員を中心に泊まり込み闘争に決起、70数名の逮捕者を出し、法大学館闘争の主導権を握った。これらの闘争によって翌1974年、学生会館学生連盟を主体とした「学館の学生自主管理」が実現した。

### 町田移転阻止闘争、学費値上げ阻止闘争
対革マル戦を終息させた中核派が法政大学に戻り、サークル員を含む黒ヘル系法大全共闘を暴力をもって排除した。その後、1980年代に入り、学生会館を自主管理する学友会各学生団体により、社会学部等の町田市移転反対闘争、学費値上げ反対闘争が闘われた。その主力を担ったのは、政治セクトからは一定の距離を置く「黒いヘルメットと白衣」の集団であった。

### 2000年代以降
2006年3月14日には法政大学学生運動の一斉検挙が起きた。
2008年には当時の法政大学学生が主体となって策定した「公認サークル制度」が新しく始まった。この結果、学友会の本部団体としての「法政文化連盟」は存在しなくなり、学友会の単なる非公認団体となった。
この決定が一方的であるとして、「法政大学文化連盟」（法政大学の主張では『「文化連盟」を勝手に自称する人たち』）は激しく不満を表明し、過激な抗議運動を行なった。その過程で授業妨害や器物損壊など多数の犯罪を行ったとして、公安警察により構成員が逮捕された。ただし一部案件については無罪判決が出ている。
この抗議活動には、法政大学以外の他大学の学生が多数加わっており、現在は市ヶ谷キャンパス周辺において、中核派系全学連とともに一緒に活動している。また、この抗議活動には法政大学より無期停学処分を受けた学生がメンバーに加わっており、この事実を団体側が「法政大学」を名乗る根拠としている。

## 組織
- 委員長 - 不在
- 2010年ごろまでは、団体の賛同人と言う形で著名人が後援していたが、中核派の傘下になってからは一切の関わりはない。2010年までの賛同人は、松本哉、鈴木邦男、塩見孝也、早見慶子、外山恒一、矢部史郎、吉田一郎、中川文人、井土紀州などが名を連ねていた[14]。